# Jorge Valdivia
Jorge Luis Valdivia Toro (Maracay, 19 ottobre 1983) è un ex calciatore cileno, di ruolo centrocampista.

## Biografia
Nato in Venezuela nel 1983, si è poi trasferito a 3 anni in Cile.

## Caratteristiche tecniche
Può giocare da seconda punta, trequartista e mezzala. Dotato di ottima tecnica (in particolare nel dribbling) e visione di gioco, per via di queste sue doti viene soprannominato Il Mago. Tuttavia, anche a causa di un carattere difficile, è incostante nel rendimento, oltre al fatto che non ama ripiegare in fase difensiva.

## Carriera

### Club
Ha cominciato giocare nel Colo-Colo, quindi viene prestato all'Universidad de Concepción, dove ha fatto il suo debutto in prima squadra nel 2003. Nel 2004 e nel 2005 ha giocato in Europa in prestito al Rayo Vallecano (in Spagna) e al Servette (in Svizzera), per poi tornare al Colo Colo dove nel 2005-2006 segna 14 gol in 32 partite.

#### Palmeiras
Il 5 agosto 2006 passa al Palmeiras per 3.6 milioni di dollari. Con i brasiliani nella sua prima esperienza ottiene 68 presenze e 13 gol in campionato.

#### Al-Ain
Il 15 agosto 2008 è passato all'Al-Ain per 8 milioni di euro ed ha firmato un contratto quadriennale; con la squadra ha totalizzato 36 presenze e 20 gol.

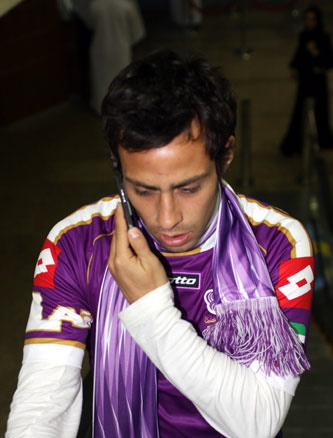
Valdivia all'Al-Ain

#### Palmeiras
Il 26 luglio 2010 è tornato al Palmeiras per 6 milioni di euro. Nella sua seconda esperienza al club brasiliano ottiene ben 110 presenze in campionato condite da 15 gol.

#### Al-Wahda
Il 9 luglio 2015 passa all'Al-Wahda per 3,6 milioni di euro.

#### Colo Colo
Penultima squadra, squadra che lo ha reso grande fin dalle giovanili condite solo da 2 presenze nel 2020-21

### Nazionale
Ha esordito nella Nazionale cilena nel 2004, all'età di 21 anni. Oltre ad avere partecipato ai Mondiali 2010 in Sudafrica ed ai Mondiali 2014 in Brasile, ha preso parte anche, da assoluto protagonista, alla vittoriosa Copa América 2015 in Cile.

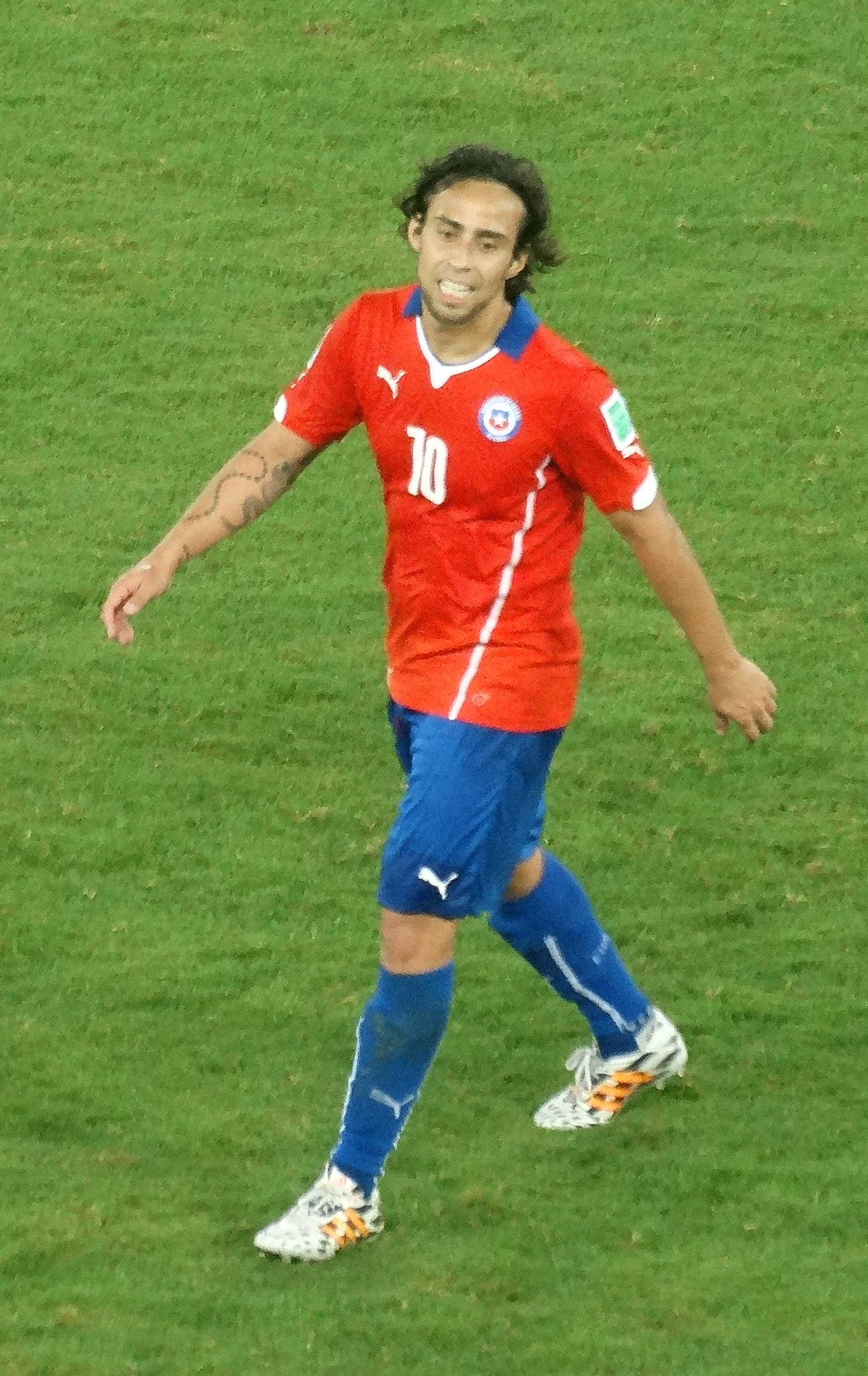
Valdivia con la nazionale cilena

Dopo che la selezione cilena ha fallito la qualificazione ai Mondiali 2018, ha lasciato la Nazionale.

## Vita personale
Valdivia è sposato con la modella cilena Daniela Aránguiz, con cui ha due figli. Valdivia e Aránguiz sono separati.
Riguardo al calcio, ha diversi parenti che lo hanno giocato a diversi livelli: suo nonno materno, Juan Toro, che ha giocato per la Chile national football team; suo fratello maggiore, Luis o Quique come è conosciuto, che ha giocato nelle categorie giovanili del Palestino; suo fratellastro, Hugo Bravo, che ha giocato per club come il Palestino e la Universidad de Chile; e suo fratello minore, Claudio, che ha giocato per Audax Italiano e Palmeiras B.

## Dopo il ritiro
Nell'ottobre e novembre 2021, Valdivia ha lavorato come commentatore calcistico per il programma televisivo ESPN F90 fino a quando si è trasferito in Messico per unirsi al Necaxa per la stagione 2022. Dopo il definitivo ritiro dal calcio, nel luglio 2022 è tornato a ESPN Chile come panelist per il programma ESPN F360.

## Statistiche

### Cronologia presenze e reti in nazionale
| Cronologia completa delle presenze e delle reti in nazionale ― Cile | Cronologia completa delle presenze e delle reti in nazionale ― Cile | Cronologia completa delle presenze e delle reti in nazionale ― Cile | Cronologia completa delle presenze e delle reti in nazionale ― Cile | Cronologia completa delle presenze e delle reti in nazionale ― Cile | Cronologia completa delle presenze e delle reti in nazionale ― Cile | Cronologia completa delle presenze e delle reti in nazionale ― Cile | Cronologia completa delle presenze e delle reti in nazionale ― Cile |
| Data                                                                | Città                                                               | In casa                                                             | Risultato                                                           | Ospiti                                                              | Competizione                                                        | Reti                                                                | Note                                                                |
| ------------------------------------------------------------------- | ------------------------------------------------------------------- | ------------------------------------------------------------------- | ------------------------------------------------------------------- | ------------------------------------------------------------------- | ------------------------------------------------------------------- | ------------------------------------------------------------------- | ------------------------------------------------------------------- |
| 18-2-2004                                                           | Carson                                                              | Messico                                                             | 1 – 1                                                               | Cile                                                                | Amichevole                                                          | -                                                                   | 46’                                                                 |
| 13-10-2004                                                          | Santiago del Cile                                                   | Cile                                                                | 0 – 0                                                               | Argentina                                                           | Qual. Mondiali 2006                                                 | -                                                                   | 44’ 72’                                                             |
| 16-11-2004                                                          | Lima                                                                | Perù                                                                | 2 – 1                                                               | Cile                                                                | Qual. Mondiali 2006                                                 | -                                                                   | 75’                                                                 |
| 9-2-2005                                                            | Viña del Mar                                                        | Cile                                                                | 3 – 0                                                               | Ecuador                                                             | Amichevole                                                          | -                                                                   | 82’                                                                 |
| 26-3-2005                                                           | Santiago del Cile                                                   | Cile                                                                | 1 – 1                                                               | Uruguay                                                             | Qual. Mondiali 2006                                                 | -                                                                   | 46’                                                                 |
| 8-6-2005                                                            | Santiago del Cile                                                   | Cile                                                                | 2 – 1                                                               | Venezuela                                                           | Qual. Mondiali 2006                                                 | -                                                                   | 81’                                                                 |
| 17-8-2005                                                           | Tacna                                                               | Perù                                                                | 3 – 1                                                               | Cile                                                                | Amichevole                                                          | -                                                                   | 67’                                                                 |
| 8-10-2005                                                           | Barranquilla                                                        | Colombia                                                            | 1 – 1                                                               | Cile                                                                | Qual. Mondiali 2006                                                 | -                                                                   | 80’                                                                 |
| 12-10-2005                                                          | Santiago del Cile                                                   | Cile                                                                | 0 – 0                                                               | Ecuador                                                             | Qual. Mondiali 2006                                                 | -                                                                   | 54’                                                                 |
| 25-4-2006                                                           | Rancagua                                                            | Cile                                                                | 4 – 1                                                               | Nuova Zelanda                                                       | Amichevole                                                          | -                                                                   |                                                                     |
| 27-4-2006                                                           | Talca                                                               | Cile                                                                | 1 – 0                                                               | Nuova Zelanda                                                       | Amichevole                                                          | -                                                                   |                                                                     |
| 30-5-2006                                                           | Vittel                                                              | Cile                                                                | 1 – 1                                                               | Costa d'Avorio                                                      | Amichevole                                                          | -                                                                   | 54’                                                                 |
| 2-6-2006                                                            | Solna                                                               | Svezia                                                              | 1 – 1                                                               | Cile                                                                | Amichevole                                                          | -                                                                   | 78’                                                                 |
| 16-8-2006                                                           | Santiago del Cile                                                   | Cile                                                                | 1 – 2                                                               | Colombia                                                            | Amichevole                                                          | -                                                                   | 73’                                                                 |
| 11-10-2006                                                          | Tacna                                                               | Perù                                                                | 0 – 1                                                               | Cile                                                                | Amichevole                                                          | -                                                                   | 88’                                                                 |
| 15-11-2006                                                          | Viña del Mar                                                        | Cile                                                                | 3 – 2                                                               | Paraguay                                                            | Amichevole                                                          | 1                                                                   | 85’                                                                 |
| 24-3-2007                                                           | Göteborg                                                            | Brasile                                                             | 4 – 0                                                               | Cile                                                                | Amichevole                                                          | -                                                                   | 46’                                                                 |
| 28-3-2007                                                           | Talca                                                               | Cile                                                                | 1 – 1                                                               | Costa Rica                                                          | Amichevole                                                          | -                                                                   | Ammonizione                                                         |
| 18-4-2007                                                           | Mendoza                                                             | Argentina                                                           | 0 – 0                                                               | Cile                                                                | Amichevole                                                          | -                                                                   |                                                                     |
| 2-6-2007                                                            | San José                                                            | Costa Rica                                                          | 2 – 0                                                               | Cile                                                                | Amichevole                                                          | -                                                                   | Ammonizione                                                         |
| 5-6-2007                                                            | Kingston                                                            | Giamaica                                                            | 0 – 1                                                               | Cile                                                                | Amichevole                                                          | -                                                                   |                                                                     |
| 27-6-2007                                                           | Puerto Ordaz                                                        | Ecuador                                                             | 2 – 3                                                               | Cile                                                                | Coppa America 2007 - 1º turno                                       | -                                                                   |                                                                     |
| 1-7-2007                                                            | Maturín                                                             | Brasile                                                             | 3 – 0                                                               | Cile                                                                | Coppa America 2007 - 1º turno                                       | -                                                                   |                                                                     |
| 8-7-2007                                                            | Puerto La Cruz                                                      | Cile                                                                | 1 – 6                                                               | Brasile                                                             | Coppa America 2007 - Quarti di finale                               | -                                                                   | 46’                                                                 |
| 20-8-2008                                                           | Istanbul                                                            | Turchia                                                             | 1 – 0                                                               | Cile                                                                | Amichevole                                                          | -                                                                   | 46’                                                                 |
| 7-9-2008                                                            | Santiago del Cile                                                   | Cile                                                                | 0 – 3                                                               | Brasile                                                             | Qual. Mondiali 2010                                                 | -                                                                   | 34’ 62’                                                             |
| 19-11-2008                                                          | Madrid                                                              | Spagna                                                              | 3 – 0                                                               | Cile                                                                | Amichevole                                                          | -                                                                   | 86’                                                                 |
| 11-2-2009                                                           | Polokwane                                                           | Sudafrica                                                           | 0 – 2                                                               | Cile                                                                | Amichevole                                                          | 1                                                                   | 21’ 58’                                                             |
| 27-5-2009                                                           | Osaka                                                               | Giappone                                                            | 4 – 0                                                               | Cile                                                                | Kirin Cup                                                           | -                                                                   | 46’                                                                 |
| 29-5-2009                                                           | Chiba                                                               | Belgio                                                              | 1 – 1                                                               | Cile                                                                | Kirin Cup                                                           | -                                                                   | 57’                                                                 |
| 10-6-2009                                                           | Santiago del Cile                                                   | Cile                                                                | 4 – 0                                                               | Bolivia                                                             | Qual. Mondiali 2010                                                 | -                                                                   | 68’                                                                 |
| 5-9-2009                                                            | Santiago del Cile                                                   | Cile                                                                | 2 – 2                                                               | Venezuela                                                           | Qual. Mondiali 2010                                                 | -                                                                   | 62’ 65’                                                             |
| 9-9-2009                                                            | Salvador                                                            | Brasile                                                             | 4 – 2                                                               | Cile                                                                | Qual. Mondiali 2010                                                 | -                                                                   | 67’                                                                 |
| 10-10-2009                                                          | Medellín                                                            | Colombia                                                            | 2 – 4                                                               | Cile                                                                | Qual. Mondiali 2010                                                 | 1                                                                   | 31’                                                                 |
| 14-10-2009                                                          | Santiago del Cile                                                   | Cile                                                                | 1 – 0                                                               | Ecuador                                                             | Qual. Mondiali 2010                                                 | -                                                                   |                                                                     |
| 17-11-2009                                                          | Žilina                                                              | Slovacchia                                                          | 1 – 2                                                               | Cile                                                                | Amichevole                                                          | -                                                                   | 15’                                                                 |
| 16-5-2010                                                           | Città del Messico                                                   | Messico                                                             | 1 – 0                                                               | Cile                                                                | Amichevole                                                          | -                                                                   |                                                                     |
| 26-5-2010                                                           | Calama                                                              | Cile                                                                | 3 – 0                                                               | Zambia                                                              | Amichevole                                                          | 1                                                                   |                                                                     |
| 30-5-2010                                                           | Concepción                                                          | Cile                                                                | 3 – 0                                                               | Israele                                                             | Amichevole                                                          | -                                                                   | 46’                                                                 |
| 16-6-2010                                                           | Nelspruit                                                           | Honduras                                                            | 0 – 1                                                               | Cile                                                                | Mondiali 2010 - 1º turno                                            | -                                                                   | 87’                                                                 |
| 21-6-2010                                                           | Port Elizabeth                                                      | Cile                                                                | 1 – 0                                                               | Svizzera                                                            | Mondiali 2010 - 1º turno                                            | -                                                                   | 46’ 90+2’                                                           |
| 25-6-2010                                                           | Pretoria                                                            | Cile                                                                | 1 – 2                                                               | Spagna                                                              | Mondiali 2010 - 1º turno                                            | -                                                                   | 46’                                                                 |
| 28-6-2010                                                           | Johannesburg                                                        | Brasile                                                             | 3 – 0                                                               | Cile                                                                | Mondiali 2010 - Ottavi di finale                                    | -                                                                   | 46’                                                                 |
| 19-6-2011                                                           | Santiago del Cile                                                   | Cile                                                                | 4 – 0                                                               | Estonia                                                             | Amichevole                                                          | -                                                                   | 61’                                                                 |
| 8-7-2011                                                            | Mendoza                                                             | Uruguay                                                             | 1 – 1                                                               | Cile                                                                | Coppa America 2011 - 1º turno                                       | -                                                                   | 60’                                                                 |
| 12-7-2011                                                           | Mendoza                                                             | Cile                                                                | 1 – 0                                                               | Perù                                                                | Coppa America 2011 - 1º turno                                       | -                                                                   | 58’ 90+4’                                                           |
| 17-7-2011                                                           | San Juan                                                            | Cile                                                                | 1 – 2                                                               | Venezuela                                                           | Coppa America 2011 - Quarti di finale                               | -                                                                   | 46’                                                                 |
| 10-8-2011                                                           | Montpellier                                                         | Francia                                                             | 1 – 1                                                               | Cile                                                                | Amichevole                                                          | -                                                                   |                                                                     |
| 2-9-2011                                                            | San Gallo                                                           | Spagna                                                              | 3 – 2                                                               | Cile                                                                | Amichevole                                                          | -                                                                   | 86’ 90+1’                                                           |
| 7-10-2011                                                           | Buenos Aires                                                        | Argentina                                                           | 4 – 1                                                               | Cile                                                                | Qual. Mondiali 2014                                                 | -                                                                   |                                                                     |
| 11-10-2011                                                          | Santiago del Cile                                                   | Cile                                                                | 4 – 2                                                               | Perù                                                                | Qual. Mondiali 2014                                                 | -                                                                   | 90+1’                                                               |
| 6-9-2013                                                            | Santiago del Cile                                                   | Cile                                                                | 3 – 0                                                               | Venezuela                                                           | Qual. Mondiali 2014                                                 | -                                                                   | 73’                                                                 |
| 11-10-2013                                                          | Barranquilla                                                        | Colombia                                                            | 3 – 3                                                               | Cile                                                                | Qual. Mondiali 2014                                                 | -                                                                   | 61’                                                                 |
| 15-10-2013                                                          | Santiago del Cile                                                   | Cile                                                                | 2 – 1                                                               | Ecuador                                                             | Qual. Mondiali 2014                                                 | -                                                                   | 90’                                                                 |
| 19-11-2013                                                          | Toronto                                                             | Brasile                                                             | 2 – 1                                                               | Cile                                                                | Amichevole                                                          | -                                                                   | 22’ 59’                                                             |
| 5-3-2014                                                            | Stoccarda                                                           | Germania                                                            | 1 – 0                                                               | Cile                                                                | Amichevole                                                          | -                                                                   | 76’                                                                 |
| 4-6-2014                                                            | Valparaíso                                                          | Cile                                                                | 2 – 0                                                               | Irlanda del Nord                                                    | Amichevole                                                          | -                                                                   | 77’                                                                 |
| 13-6-2014                                                           | Cuiabá                                                              | Cile                                                                | 3 – 1                                                               | Australia                                                           | Mondiali 2014 - 1º turno                                            | 1                                                                   | 68’                                                                 |
| 18-6-2014                                                           | Rio de Janeiro                                                      | Spagna                                                              | 0 – 2                                                               | Cile                                                                | Mondiali 2014 - 1º turno                                            | -                                                                   | 85’                                                                 |
| 23-6-2014                                                           | San Paolo                                                           | Paesi Bassi                                                         | 2 – 0                                                               | Cile                                                                | Mondiali 2014 - 1º turno                                            | -                                                                   | 70’                                                                 |
| 14-11-2014                                                          | Talcahuano                                                          | Cile                                                                | 5 – 0                                                               | Venezuela                                                           | Amichevole                                                          | 1                                                                   | 77’                                                                 |
| 5-6-2015                                                            | Viña del Mar                                                        | Cile                                                                | 1 – 0                                                               | El Salvador                                                         | Amichevole                                                          | 1                                                                   | 63’                                                                 |
| 11-6-2015                                                           | Santiago del Cile                                                   | Cile                                                                | 2 – 0                                                               | Ecuador                                                             | Coppa America 2015 - 1º turno                                       | -                                                                   | 68’                                                                 |
| 15-6-2015                                                           | Santiago del Cile                                                   | Cile                                                                | 3 – 3                                                               | Messico                                                             | Coppa America 2015 - 1º turno                                       | -                                                                   |                                                                     |
| 19-6-2015                                                           | Santiago del Cile                                                   | Cile                                                                | 5 – 0                                                               | Bolivia                                                             | Coppa America 2015 - 1º turno                                       | -                                                                   |                                                                     |
| 24-6-2015                                                           | Santiago del Cile                                                   | Cile                                                                | 1 – 0                                                               | Uruguay                                                             | Coppa America 2015 - Quarti di finale                               | -                                                                   | 18’ 85’                                                             |
| 29-6-2015                                                           | Santiago del Cile                                                   | Cile                                                                | 2 – 1                                                               | Perù                                                                | Coppa America 2015 - Semifinale                                     | -                                                                   | 86’                                                                 |
| 4-7-2015                                                            | Santiago del Cile                                                   | Cile                                                                | 0 – 0 dts (4 – 1 dtr)                                               | Argentina                                                           | Coppa America 2015 - Finale                                         | -                                                                   | 75’                                                                 |
| 5-9-2015                                                            | Santiago del Cile                                                   | Cile                                                                | 3 – 2                                                               | Paraguay                                                            | Amichevole                                                          | -                                                                   |                                                                     |
| 8-10-2015                                                           | Santiago del Cile                                                   | Cile                                                                | 2 – 0                                                               | Brasile                                                             | Qual. Mondiali 2018                                                 | -                                                                   | 64’                                                                 |
| 13-10-2015                                                          | Lima                                                                | Perù                                                                | 3 – 4                                                               | Cile                                                                | Qual. Mondiali 2018                                                 | -                                                                   |                                                                     |
| 12-11-2015                                                          | Santiago del Cile                                                   | Cile                                                                | 1 – 1                                                               | Colombia                                                            | Qual. Mondiali 2018                                                 | -                                                                   | 79’                                                                 |
| 17-11-2015                                                          | Montevideo                                                          | Uruguay                                                             | 3 – 0                                                               | Cile                                                                | Qual. Mondiali 2018                                                 | -                                                                   | 90+2’                                                               |
| 23-3-2017                                                           | Buenos Aires                                                        | Argentina                                                           | 1 – 0                                                               | Cile                                                                | Qual. Mondiali 2018                                                 | -                                                                   | 70’                                                                 |
| 28-3-2017                                                           | Santiago del Cile                                                   | Cile                                                                | 3 – 1                                                               | Venezuela                                                           | Qual. Mondiali 2018                                                 | -                                                                   | 56’                                                                 |
| 31-8-2017                                                           | Santiago del Cile                                                   | Cile                                                                | 0 – 3                                                               | Paraguay                                                            | Qual. Mondiali 2018                                                 | -                                                                   | 57’                                                                 |
| 5-9-2017                                                            | La Paz                                                              | Bolivia                                                             | 1 – 0                                                               | Cile                                                                | Qual. Mondiali 2018                                                 | -                                                                   | 66’                                                                 |
| 5-10-2017                                                           | Santiago del Cile                                                   | Cile                                                                | 2 – 1                                                               | Ecuador                                                             | Qual. Mondiali 2018                                                 | -                                                                   | 25’ 83’                                                             |
| 10-10-2017                                                          | San Paolo                                                           | Brasile                                                             | 3 – 0                                                               | Cile                                                                | Qual. Mondiali 2018                                                 | -                                                                   |                                                                     |
| Totale                                                              |                                                                     | Presenze                                                            | 79                                                                  |                                                                     | Reti                                                                | 7                                                                   |                                                                     |

## Palmarès

### Club

#### Competizioni statali
- Campionato Paulista di calcio: 1

Palmeiras: 2008

#### Competizioni nazionali
- Primera División (Cile): 1

Colo-Colo: Apertura e Clausura 2006
- Coppa del Brasile: 1

Palmeiras: 2012
- Campeonato Brasileiro Série B: 1

Palmeiras: 2013
- Etisalat Emirates Cup: 1

Al-Ain: 2008-2009
- Coppa del Presidente degli Emirati Arabi Uniti: 1

Al-Ain: 2008-2009
- UAE Super Cup: 1

Al-Ain: 2009

### Nazionale
- Coppa America: 1

Cile 2015

### Individuale
- Equipo Ideal de América: 1

2007